# James Monroe Law Office
Das James Monroe Law Office war die Anwaltskanzlei des früheren amerikanischen Präsidenten James Monroe und liegt im Fredericksburg Historic District in Fredericksburg, Virginia. Als Bauwerk von nationaler Bedeutung hat es den Status einer National Historic Landmark.

## Baubeschreibung
Bis 1948 erfuhr das James Monroe Law Office nur wenig bauliche Änderungen. Bis dahin bestand es aus einem langen anderthalbstöckigem roten Backsteingebäude mit schmalen Fenstern, grünen Fensterläden, zwei einfachen Eingängen und drei Kaminen. Das ursprüngliche Gebäude hat drei Dachgauben, die auf einem Giebeldach sitzen. Im Jahr 1948 wurde an ein Längsende senkrecht ein anderthalbstöckiges Haus mit quadratischer Grundfläche angebaut, so dass das James Monroe Law Office seitdem eine L-Form hat. Unter dem Anbau liegt ein großer Keller, der eine kleine Bibliothek zu Monroe und seiner Ära beherbergt.

## Geschichte
Das James Monroe Law Office wurde 1758 erbaut. Von 1786 bis 1789 betrieb James Monroe hier eine Anwaltskanzlei. Während dieser Zeit war er Abgeordneter im Unterhaus der Virginia General Assembly und im Juni 1788 Delegierter auf der Ratifizierungsversammlung von Virginia. Kurz nach der Niederlage gegen James Madison bei den Wahlen für das Repräsentantenhaus im 1. Kongress der Vereinigten Staaten zog Monroe im April 1789 mit seiner Familie in das Albemarle County, wo er in unmittelbarer Nachbarschaft seines Freundes Thomas Jefferson lebte.
Ein Nachfahre Monroes, Laurence Gouverneur Hoes, erwarb das James Monroe Law Office und richtete dort ein Museum ein. Das Gebäude wurde restauriert und mit Möbeln ausgestattet, die der späteren Lebensphase Monroes entstammen. Darunter befinden sich Möbel im Louis-seize-Stil, die Monroe als Botschafter in Frankreich während der 1790er Jahre erworben hatte. Im Juli 1948 übertrugen Hoes und seine Frau das Anwesen der James Monroe Foundation.
Am 13. November 1966 erhielt das James Monroe Law Office den Status einer National Historic Landmark und wurde als Baudenkmal in das National Register of Historic Places (NRHP) eingetragen. Am 22. September 1971 wurde das Gebäude zusätzlich als Contributing Property des Historic Districts Fredericksburg in das NRHP aufgenommen.
Heute wird das James Monroe Museum von der University of Mary Washington betrieben.